# 才女のお世話 高嶺の花だらけな名門校で、学院一のお嬢様（生活能力皆無）を陰ながらお世話することになりました
『才女のお世話 高嶺の花だらけな名門校で、学院一のお嬢様（生活能力皆無）を陰ながらお世話することになりました』（さいじょのおせわ たかねのはなだらけなめいもんこうで がくいんいちのおじょうさま せいかつのうりょくかいむ をかげながらおせわすることになりました）は、坂石遊作による日本のライトノベル。イラストはみわべさくらが担当している。WEB版は小説家になろうにて2020年4月から連載中で、書籍版はHJ文庫（ホビージャパン）より2021年5月から刊行されている。
メディアミックスとして、水島空彦が作画を担当する漫画版が『コミックファイア』（ホビージャパン）にて2021年7月から連載中。

## あらすじ
家が貧乏で毎日バイトに精を出していた男子高校生の友成伊月は、ある日両親に夜逃げされる。進級も危うくなり途方に暮れていた伊月だったが、日本随一の財閥の令嬢である此花雛子の誘拐に巻き込まれた際に雛子に気に入られ、此花家で住み込みで働くことになり、また雛子のお世話係として同じ貴皇学院に通うことになる。表向きは才色兼備な雛子の実態は、生活能力が皆無の怠け者だった。

## 登場人物
友成 伊月（ともなり いつき）
本作の主人公。
此花 雛子（このはな ひなこ）
本作のヒロイン。

## 既刊一覧

### 小説
- 坂石遊作（著）・みわべさくら（イラスト）『才女のお世話 高嶺の花だらけな名門校で、学院一のお嬢様（生活能力皆無）を陰ながらお世話することになりました』ホビージャパン〈HJ文庫〉、既刊10巻（2025年5月30日現在）
  1. 2021年5月1日発売[2]、ISBN 978-4-7986-2491-4
  2. 2021年12月1日発売[2]、ISBN 978-4-7986-2677-2
  3. 2022年4月30日発売[2]、ISBN 978-4-7986-2823-3
  4. 2022年9月1日発売[2]、ISBN 978-4-7986-2916-2
  5. 2023年2月1日発売[2]、ISBN 978-4-7986-3073-1
  6. 2023年6月30日発売[2]、ISBN 978-4-7986-3220-9
  7. 2023年12月1日発売[2]、ISBN 978-4-7986-3361-9
  8. 2024年5月1日発売[2]、ISBN 978-4-7986-3530-9
  9. 2024年11月1日発売[2]、ISBN 978-4-7986-3667-2
  10. 2025年5月30日発売[2]、ISBN 978-4-7986-3859-1

### 漫画
- 水島空彦（漫画）・坂石遊作（原作）・みわべさくら（キャラクター原案）『才女のお世話 高嶺の花だらけな名門校で、学院一のお嬢様（生活能力皆無）を陰ながらお世話することになりました』ホビージャパン〈HJコミックス〉、既刊4巻（2025年7月1日現在）
  1. 2022年6月1日発売[3][4]、ISBN 978-4-7986-2647-5
  2. 2023年5月1日発売[4]、ISBN 978-4-7986-3172-1
  3. 2024年10月1日発売[4]、ISBN 978-4-7986-3641-2
  4. 2025年7月1日発売[4]、ISBN 978-4-7986-3893-5

## 評価
小説家になろうでは2020年6月15日時点でのジャンル別四半期ランキングにて「現実世界[恋愛]」のジャンルで第1位になった。
ラノベニュースオンラインアワード2021年12月刊では、本作の第2巻が萌えた部門に選出された。